# Cokedale
Cokedale è un centro abitato (town) degli Stati Uniti d'America, situato nella contea di Las Animas dello Stato del Colorado. Nel censimento del 2000 la popolazione era di 139 abitanti.

## Geografia fisica
Secondo i rilevamenti dell'United States Census Bureau, Cokedale si estende su una superficie di 0,5 km².